# Tarcont
Tarcont (en grec Τάρχων, en llatí Tarchon), va ser un heroi etrusc, considerat el fundador de Tarquínia, al nord de Roma, i també de ciutats com ara Màntua, Cortona, i altres. Se'l considera germà de Tirrè, i, juntament amb ell, fundador de la federació etrusca de les dotze ciutats.
Segons la tradició. Tarcont va guiar els emigrants etruscs des de Lídia fins a Itàlia, a Etrúria. Es deia que havia nascut amb els cabells blancs, cosa que indicava un destí extraordinari.
Hi ha una llegenda romana antiga que explica que Cacus va ser un company del rei Màrsias, que havia vingut de Frígia per envair Itàlia. Màrsias l'havia enviat com a ambaixador al rei Tarcont, però aquest el va fer presoner. Cacus va poder escapar i tornà al costat de Màrsias. Llavors Màrsias i Cacus van ocupar la Campània, vora Volturnum, i van atacar la regió de Roma, on hi havia una colònia arcàdia. Hèracles, que s'havia aliat amb Tarcont, va destruir els invasors.
Una tradició diu que a Tarcont, Tirrè li va encarregar la fundació de les dotze ciutats d'Etrúria, especialment de la ciutat de Tarquínia. Les fonts antigues diuen que va tenir un paper important el l'elaboració de la Disciplina Etrusca, l'art d'endevinació dels etruscs. Ell va ser qui va recollir de Tages les seves ensenyances sobre els harúspexs i les va transmetre a tot el poble. Luci Juni Moderat Columel·la diu que va ser el primer que va plantar vinyes blanques al voltant de les ciutats per evitar que fossin destruïdes pels llamps de Júpiter.
Virgili concedeix a Tarcont un paper a l'Eneida. El presenta com a aliat d'Evandre, i per tant, d'Eneas. És el general del contingent etrusc.